# Golden (Illinois)
Golden és una població dels Estats Units a l'estat d'Illinois. Segons el cens del 2000 tenia 629 habitants.

## Demografia
Segons el cens del 2000, Golden tenia 629 habitants, 257 habitatges, i 163 famílies. La densitat de població era de 385,5 habitants/km².
Dels 257 habitatges en un 29,2% hi vivien nens de menys de 18 anys, en un 56,4% hi vivien parelles casades, en un 5,1% dones solteres, i en un 36,2% no eren unitats familiars. En el 35% dels habitatges hi vivien persones soles el 19,5% de les quals corresponia a persones de 65 anys o més que vivien soles. El nombre mitjà de persones vivint en cada habitatge era de 2,28 i el nombre mitjà de persones que vivien en cada família era de 2,92.
Per edats la població es repartia de la següent manera: un 23,4% tenia menys de 18 anys, un 5,1% entre 18 i 24, un 26,7% entre 25 i 44, un 17,2% de 45 a 60 i un 27,7% 65 anys o més.
L'edat mediana era de 40 anys. Per cada 100 dones de 18 o més anys hi havia 78,5 homes.
La renda mediana per habitatge era de 34.333 $ i la renda mediana per família de 41.181 $. Els homes tenien una renda mediana de 30.761 $ mentre que les dones 19.034 $. La renda per capita de la població era de 16.518 $. Aproximadament el 3,5% de les famílies i el 3,5% de la població estaven per davall del llindar de pobresa.

## Poblacions més properes
El següent diagrama mostra les poblacions més properes.